# 歌川安峰
歌川 安峰（うたがわ やすみね、生没年不詳）とは、江戸時代の浮世絵師。

## 来歴
歌川国安の門人、「安峯」とも。歌川の画姓を称し作画期は文政の頃とされる。文政11年（1828年）建立の豊国先生瘞筆之碑に、「国安社中」として「安峯」の名がある。作に錦絵の「新板東海道五十三次道中双六」と役者絵を残している。